# Lo de García
Lo de García är en ort i Mexiko.   Den ligger i kommunen Tepic och delstaten Nayarit, i den centrala delen av landet, 700 km väster om huvudstaden Mexico City. Lo de García ligger 989 meter över havet och antalet invånare är 162.
Terrängen runt Lo de García är huvudsakligen kuperad, men söderut är den bergig. Runt Lo de García är det ganska tätbefolkat, med 199 invånare per kvadratkilometer. Närmaste större samhälle är Tepic, 13,1 km öster om Lo de García. I omgivningarna runt Lo de García växer i huvudsak städsegrön lövskog.